# Chironomus anamalipes
Chironomus anamalipes är en tvåvingeart som först beskrevs av Jean-Jacques Kieffer 1913.  Chironomus anamalipes ingår i släktet Chironomus och familjen fjädermyggor. Inga underarter finns listade i Catalogue of Life.